# 宮坂博文
宮坂 博文（みやさか ひろふみ、1925年 - 2013年）は、日本のテキスタイルデザイナー。長野県岡谷市出身。

## 経歴
- 1925年 現 岡谷市小井川の織物業を営む家に生まれる。
- 1948年  商工省繊維工業試験所技官。
- 岡谷ゴブラン工芸織物(株)を創立し、ゴブラン織、信州紬等を製作する。
- 1958年 日本繊維意匠センター登録デザイナー。
- 第一回絹織物海外展 (サンフランシスコ)にて金賞。
- 第二回絹織物海外展(マイアミ)にて金賞、銅賞。
- 1960年 世界絹業博覧会(西独)にて金賞。
- 1963年 国際インテリアデザイン賞。(日本人初)
- 米国繊維ゼミナール(ロスアンゼルス)講師。
- 帝国繊維㈱顧問デザイナー。
- 1964年  日本グッドデザイン賞。
- 繊維デザイン展審査員(4~46)
- 1965年  日本インテリアデザイン協会正会員。
- ベリエール壁画装飾、蚕糸会館壁面装飾製作。
- 東京クラフトデザイン研究所主任教授。
- 丸千織物工房主宰。

1981年 信州紬伝統工芸士認定。
- 山梨県甲斐絹の復元に当る。
- 沖縄県技術アドバイザー。山梨県技術アドバイザー。
- 大百科事典(平凡社)項目の執筆。
- 1983年 - 「信濃の織座」を呼称し、日本織座の会、幹事長。
- 樋口一葉の衣服複製に携わる。(一葉記念会館)
- 1985年 - 岡谷市議会議場壁面装飾製作。
- 1990年 - 長野県デザインアドバイザー。
- 1995年 - 長野県染織作家協会顧問・審査員。
- この頃より、現 岡谷絹工房の顧問として15年以上にわたり岡谷市の絹織物文化育成を主導する。
- 2000年 - 勲五等瑞宝章授与

## 主な展覧会
- 個展(小田急ハルク1965)
- 個展(赤坂グリーンギャラリー1981)
- 岡谷蚕糸博物館企画展 『宮坂博文の世界展』(岡谷蚕糸博物館2024)

## 役職
- 日本伝統工芸士会 副会長(1995)
- 信州紬伝統工芸士会 会長(1985)
- 長野県伝統工芸品産業振興協会 会長(1989)
- 多摩美術大学特別講師 (1988)